# Tinamou à tête rousse
Nothocercus julius
Espèce
Statut de conservation UICN

 LC  : Préoccupation mineure
Le Tinamou à tête rousse (Nothocercus julius) est une espèce d'oiseaux de la famille des Tinamidae.

## Répartition
Cet oiseau vit dans la partie nord des Andes (du Venezuela à la Bolivie).